# Appelberg
Der Appelberg ist eine 38 m ü. NHN hohe Erhebung in Gräbendorf, einem Ortsteil der Gemeinde Heidesee im Landkreis Dahme-Spreewald in Brandenburg. Er liegt rund 935 m südwestlich von Prieros, einem weiteren Ortsteil der Gemeinde. Nördlich und westlich befindet sich der Huschtesee, ein Teil der Teupitzer Gewässer. Dort fließt ein Kanal ringförmig um den südlichen Teil des Berges, so dass dieser nicht betreten werden kann. Östlich befindet sich der Heideseer Wohnplatz Forsthaus Prieros.